# João Victor (calciatore 1999)
João Victor Lima Ferreira, noto semplicemente come João Victor (Paulínia, 25 febbraio 1999), è un calciatore brasiliano, centrocampista del Tokushima Vortis in prestito dal Guarani.

## Caratteristiche tecniche
È un esterno destro.

## Carriera
Cresciuto nel settore giovanile del Red Bull Brasil, nel 2019 è stato acquistato dal Grêmio Osasco dove ha giocato i suoi primi incontri nella terza serie del campionato statale Paulista. Successivamente è stato ceduto in prestito al Caldense dove ha debuttato in Série D e giocato 13 incontri del Campionato Mineiro.
Il 18 agosto 2020 è stato ceduto in prestito al Nacional, in Portogallo.

## Palmarès

### Competizioni nazionali
- Campeonato Brasileiro Série C: 1

Ituano: 2021